# 샤힌 칸
샤힌 칸(Shaheen Khan)은 인도의 배우이다.
뭄바이에서 태어났다.

## 출연 작품
- It's a Wonderful Afterlife (2010)
- 환상의 그대 (2010년)
- 어메리커나이징 쉘리 (2007년)
- 프러보키드: 실화 (2006년)
- 러브 인 샌프란시스코 (2005년)
- 슈팅 라이크 베컴 (2002년)
- 해변의 바지 (1993년)
- 캐주얼티 (1986년)
- 스크린 투 (1985년)

### 텔레비전
- 홀비 시티 (2001-04)